# Estampie (band)
Estampie er en tysk musikgruppe, der blev grundlagt i 1985 Sigrid Hausen (aka Syrah), Michael Popp og Ernst Schwindl. Bandet spiller hovedsageligt middelaldermusik med nogle moderne elementer fra verdensmusik og minimalistisk musik. Bandet er opkaldt efter middelalderdansen af samme navn.
Estampie har udgivet otte studiealbums, hvoraf tre blev indspillet i samarbejde med sangeren Alexander Veljanov fra Deine Lakaien. Yderligere to albums blev indspillet som Al Andaluz Project, der var et musikprojekt med Estampie, de spanske folkemusikgrupper L’Ham de Foc og Amán Amán.
Fin Amor, der udkom i 2002, er indspillet med et orkester på 15 musikere. Det behandler temaer som religion og kærlighed baseret på middelalderlige troubadour-poesi.
Deres album Signum fra 2004 blev rost for arrangementet, der inkluderer harper og fløjter. Det overordnede tema for dette album er forgængelighed.

## Medlemmer
- Sigrid Hausen
- Michael Popp[3]
- Ernst Schwindl
- Sascha Gotowtschikow
- Christoph Pelgen (tidligere medlem Adaro)
- Sarah "Mariko" Newman (tidligere medlem af Unto Ashes)[4]

## Diskografi

### Studiealbums
- A chantar - Lieder der Frauenminne (1990, genudgivet Christophorus)
- Ave maris stella - Marienverehrung im Mittelalter (1991, genudgivet Christophorus)
- Ludus Danielis - Ein mittelalterliches Mysterienspiel (1994); featuring Veljanov
- Crusaders - Lieder der Kreuzritter (1996); featuring Alexander Veljanov, genudgivet Christophorus
- Materia Mystica - Eine Hommage an Hildegard von Bingen (1998)
- Ondas - Musik von Troubadours und Flagellanten (2000); featuring Alexander Veljanov
- Fin Amor - Musik zwischen Liebe, Sehnsucht, Leidenschaft und dem rauen Nordwind (2002)
- Signum - Zeit und Vergänglichkeit im Mittelalter (2004)
- Secrets of the North (2012) - Scandinavian medieval legends

 Opsamlingsalbums
- Best of Estampie - Die Frühphase, der Aufbruch, Die Trilogie und die Ethno-Phase (1986–2006) (2006)

### DVD
- Marco Polo – Estampie und die Klänge der Seidenstraße - Live-DVD (2005)
- Gregorius auf dem Stein 2012

### Al Andaluz Project
- Al Andaluz Project – Deus et Diabolus - Project with L’Ham de Foc and Amán Amán (2007)
- Al Andaluz Project – Al-Maraya (2010)
- Al Andaluz Project – Abuab Al Andaluz Live in Munich DVD 2012

### Numre på kompilationer
- "Disse Mi" på Mystera VII (2001)